# 森村りえ
森村 りえ（もりむら りえ、1978年12月27日 - ）は、日本の元AV女優。

## 略歴
- 「制服系アイドル」雑誌『クリーム』のお菓子系アイドルを経て、1997年に宇宙企画（メディアステーション）からデビュー。宇宙企画から3作品、その後、AV女優名（芸名）を変え数本の作品に出演。AV出演時は現役短大生であった。

- AV出演時の出演料を巡り、AVスカウト 兼 AV男優の男性を提訴し、法廷闘争に突入したことがスポーツ新聞で報じられた。

## 作品

### アダルトビデオ
- パステルラブ（1997年7月14日 メディアステーション）
- 微笑みミスティー（1997年8月17日 メディアステーション）
- 早熟フィギア（1997年9月14日 メディアステーション）